# Obertura Coriolà
Obertura Coriolà, op. 62, en do menor, és una obertura simfònica composta per Beethoven el 1807. Al costat d'Egmont, que conté una altra cèlebre obertura composta el 1810, és una obra simfònica apreciada, i destaca per la seva potència expressiva i el seu dramatisme, sent una de les obres més característiques de l'estil «heroic» del compositor.
L'obertura Coriolà va ser dedicada a Heinrich Joseph von Collin, un autor dramàtic austríac que havia escrit el 1802 una tragèdia titulada Coriolanus, inspirada en la biografia de Plutarc. Beethoven i Collin esperaven convertir aquesta obertura en una música escènica que acompanyés la introducció, però finalment va quedar com una obertura orquestral que és com l'obra va ser creada.

## Argument
La peça de Collin s'inspira en la història de Caïus Marcius, general romà que havia pres el nom de Coriolà per haver pres la ciutat dels volscs, Corioles, el 493 aC. Exiliat de Roma després de ser maltractat pels tribuns de la plebs novament instituïts, Coriolà es fa amic dels volscs als que abans havia combatut. Els persuadeix de rompre el tractat amb Roma i d'aixecar un exèrcit d'invasió. Quan les tropes volscs sota el comandament de Coriolà amenacen Roma, dones romanes, entre les quals hi ha la seva esposa Volumnia i la seva mare Veturia, són enviades per dissuadir-lo d'atacar. Veient la seva mare, la seva esposa i els seus nens llançar-se als seus peus, Coriolà es doblega, porta les seves tropes a les fronteres del territori romà i se suïcida. És d'aquesta part de la història que Beethoven s'ha inspirat per escriure la seva obertura.

## Música
Dos temes principals destaquen en l'obra: 
- El primer, vehement i poderós, en do menor, representa la forta voluntat i la determinació de Coriolà davant els murs de Roma.
- El segon, apaivagat i calorós, en mi bemoll major, simbolitza les pregàries de les dones. Els dos temes se succeeixen en l'exposició i la reexposició, donant l'efecte de la indecisió. Després d'una breu aparició del primer tema, la coda decideix l'obra per una dissolució del primer tema, evocació intensa del sacrifici heroic de Coriolà.